# Якубенко Станіслав Максимович
Станіслав Максимович Якубенко (1 вересня 1938, село Суклея, тепер Слободзейського району, Молдова — ?) — молдавський радянський діяч, завідувач відділу транспорту та зв'язку ЦК КП КП Молдавії. Член ЦК КП Молдавії в 1981—1990 роках. Депутат Верховної Ради Молдавської РСР 11-го скликання.

## Біографія
У 1955—1959 роках — електрокарщик, водій Тираспольського консервного заводу імені 1 Травня Молдавської РСР. З 1959 року працював водієм Тираспольської автоколони № 10 та Тираспольської автотранспортної бази № 23.
Член КПРС з 1961 року.
У 1967 році закінчив Київський державний автомобільно-дорожній інститут.
У 1967 році — механік Тираспольської автотранспортної бази № 23.
У 1967—1968 роках — головний інженер, у 1968—1973 роках — директор Бендерського автобусно-таксомоторного парку № 5.
У 1973—1976 роках — секретар, у 1976—1980 роках — 2-й секретар Бендерського міського комітету КП Молдавії.
Закінчив Ростовську Вищу партійну школу.
У квітні 1980 — після 1987 року — завідувач відділу транспорту та зв'язку ЦК КП КП Молдавії.
Подальша доля невідома.

## Нагороди
- орден «Знак Пошани»
- медалі